# Oreocharis hirsuta
Oreocharis hirsuta är en tvåhjärtbladig växtart som beskrevs av Euphemia Cowan Barnett. Oreocharis hirsuta ingår i släktet Oreocharis och familjen Gesneriaceae. Inga underarter finns listade i Catalogue of Life.